# James Gibbons

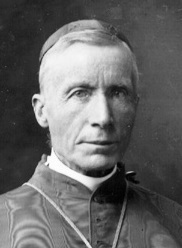
James Gibbons

James Gibbons, född 23 juli 1834, död 24 mars 1921, var en amerikansk romersk-katolsk präst.
Gibbons blev biskop över North Carolina 1868, ärkebiskop av Baltimore 1877 samt kardinal 1886. Gibbons tog verksam del i olika sociala frågor och sökte föra katolska kyrkan i levande kontakt med det amerikanska folket och gynnade de liberala strävandena inom kyrkan, som fick namnet "amerikanism". Han uppskattades i vida kretsar som en framstående ledare, som jämte sin kyrkas intressen även hävdade USA:s insats och betydelse. Av hans många skrifter märks The Faith of our Fathers (1871), som gick ut i en mängd upplagor och översattes på flera språk, en svensk översättning utgavs 1887.
